# Саво Челебић
Саво Челебић (Штитари, Цетиње, 26. октобар 1879 — Цетиње, 21. јун 1955) био је црногорски официр, учесник Балканских и Првог светског рата, противник уједињења Црне Горе и Србије и учесник Божићне побуне, учесник Народноослободилаке борбе и генерал-мајор ЈНА.

## Биографија
Рођен је у Штитарима, код Цетиња од оца Филипа, перјаника, посланика Скупштине Црне Горе и носиоца медаље Обилића и мајке Савице Вујовић. Основну школу завршио је у селу Градац, а подофицирску и официрску школу 1908. на Цетињу. Тада је произведен у чин потпоручника. Официр Црногорске краљевске војске постао је 1911. године. Био је командант Орашко-штитарске чете и наставник у подофицирској школи. Био је командант јединице током опсаде Скадра и у Брегалничкој битци. Приликом борби за Скадар, као командант батаљона, рањаван је два пута и због чега је одликован златном Обилића медаљом.
Након завршетка Првог светског рата и стварања Краљевине СХС, децембра 1918. незадовољан нестанком Краљевине Црне Горе као државе учествовао је у Божићној побуни јануара 1919. године. Једно време боравио је у у Гаети, у Краљевини Италији, где су биле базе црногорских војника, који су остали верни свргнутом краљу Николи и били присталице самосталности Црне Горе.
Након амнестије од стране власти Краљевине Југославије, вратио се у земљу, где је пензионисан у чину потпуковника. Током окупације у Другом светском рату, почетком 1942. одбио је да приступи оружаним снагама генерала Крста Поповића, које су формиране уз подршку италијанске окупационе власти. Потом се прикљчио Народноослободилачком покрету (НОП) и током 1943. у име НОВЈ, водио неуспешне преговоре са генералом Поповићем око његовог приступања партизанима. После капитулације Италије септембра 1943. упућен је у Италију, где је постао командант Прве прекоморске бригаде. Указом Врховног штаба НОВ и ПОЈ 30. јануара 1944. унапређен је у чин генерал-мајора НОВЈ.
У браку са супругом Милицом имао је десеторо деце, синове — Милована (1912), Владимира (1914), Слободана (1929) и Филипа (1936) и кћери — Драгицу (1918), Зорку (1919), Даринку (1924), Олгу (1927), Босиљку (1931) и Анђелију (1933).
Умро је 21. јуна 1955. на Цетињу и сахрањен 23. јуна 1955, са државним почастима, у породичној гробници на Цетињу.

## Наслеђе
У поеми Сава Ф. Челебића Вијенац на гробу Шћепана Мијушковића се налазе и стихови: Краљ Никола, витез Србин, Одговори краљу Петру, Нека части судбе српске... Из наведеног стиха, на 11. страни, се види да је Саво био и 1924, у Риму, црногорски Србин, када је песма објављена и да се није одрекао српства. Новак Аџић је ту поему деломично објавио, од краја 18. стране, до краја песме, са 24. страном. Сакривши тако неспорна српска национана осећања Саве Челебића, Аџић читaоце покушава индоктринирати погрешним закључком, о трагедији Црне Горе и Црногораца под српском окупацијом. У песми је краљ Никола назван витез-Србином, а Аџић пише о српској окупацији Црне Горе. Циљ Новaка Аџића је да тадашње Црногорце (краља Николу, Челебића, Мијушковића, Крсту Поповића...) прикаже као несрбе, које су напали Срби, а историјска је истина да су тадашњи Црногорци били национално, Срби, и да су имали српска национална осећања. Сукоб ја постојао само између две династије, црногорске и србијанске, око будућности заједничке државе. Челебић у песми не помиње Србе и Црногорце, него Србијанце и Црногорце, што су териотријалне, а не националне одреднице, а једни и други су тада били национално - Срби.